# William Wirtz (Maler)
William Wirtz, Geburtsname Willem Franciscus Mari Wirtz (* 9. Mai 1888 in Den Haag; † 20. April 1935 in Baltimore, Maryland), war ein niederländisch-amerikanischer Maler und Gebrauchsgrafiker.

## Leben
Wirtz studierte von 1908 bis 1910 an der Koninklijke Academie van Beeldende Kunsten in Den Haag. Dort war Frits Jansen sein Lehrer. Nach Aufenthalten in Leiden (1910), Rotterdam (1911) und Düsseldorf (1912) emigrierte er 1912 in die Vereinigten Staaten, wo er sich in Baltimore, Maryland, niederließ.
Wirtz schuf zahlreiche Bildnisse, außerdem wirkte er als Bildhauer, Lithograf und Lehrer.